# NGC 2484
NGC 2484 ist eine linsenförmige Galaxie vom Hubble-Typ S0 im Sternbild Luchs am Nordsternhimmel. Sie ist schätzungsweise 546 Millionen Lichtjahre von der Milchstraße entfernt.
Das Objekt wurde am 21. Januar 1885 von Édouard Stephan entdeckt.